# Вероника Порфирия
Веро́ника Порфи́рия (лат. Veronica porphyriana) — многолетнее травянистое растение, вид рода Вероника (Veronica) семейства Подорожниковые (Plantaginaceae).

## Распространение и экология
Азия: Китай (западная и северная части Джунгарии: бассейн реки Текес, хребет Борохоро, озеро Сайрам, бассейн реки Джергалан, верховья Иртыша), Монголия (крайний северо-запад Монгольского Алтая). На территории бывшего СССР встречается в горах от Памиро-Алая до Алтая, на юго-западе достигает Алайской долины и восточной части Алайского хребта (между Ошем и перевалом Кизил-Арт), восточной части Таласского Алатау и Киргизского хребта; на северо-востоке доходит до Чулышманского нагорья на восточном Алтае.
Растение произрастает в субальпийском поясе гор, по долинам рек часто спускается в средний и даже нижний пояс.

## Ботаническое описание
Растение тёмно-зелёное, густо железисто-опушённое, липкое. Корневища довольно длинное, ползучее, деревянистое, длиной 5—8 см, шириной 2—3 мм. Корни тонкие, многочисленные.
Стебли высотой 15—35 см, чаще одиночные, простые, густо покрыты оттопыренными железистыми волосками.
Листья супротивные, иногда верхние очерёдные. Нижние листья сближённые, с черешками длиной 1—2,5 см. Стеблевые листья сидячие, широкоэллиптические или продолговато-яйцевидные, длиной 3—6 см, шириной 1,5—2 см, у основания клиновидные, на верхушке туповатые, по краю городчато-зубчатые, снизу густо, сверху рыхло железистоопушенные. Верхние — ланцетные, заострённые.
Кисти цветков верхушечные, колосовидные, густые, плотные, длиной 4—15 см, шириной 1,5—2 см, толстоватые, после цветения тупые на верхушке или коротко заострённые, чаще одиночные. Цветки сидячие или почти сидячие, на очень коротких, цветоножках. Прицветники узколанцетные, в полтора раза длиннее цветоножек и чашечки, густо железисто-волосистые. Чашечка почти до основания разделена на ланцетные, заострённые, густо железисто-опушенные доли, длиной 3,5—4 мм, по краю длинно-ресничатые; венчик тёмно-синий, длиной 8—10 мм, до 2/3 разделенный на четыре продолговато-ланцетные, равные или почти равные, заостренные доли. Тычинки не превышают венчик; пыльники синеватые.
Коробочка длиной 3—3,5 мм, обратнояйцевидная, на верхушке едва выемчатая, густо железистоопушенная.

## Таксономия
Вид Вероника Порфирия входит в род Вероника (Veronica) семейства Подорожниковые (Plantaginaceae) порядка Ясноткоцветные (Lamiales).
|  |                                      |  |                                                             |                                                             |                          |  | ещё 21 семейство (согласно Системе APG II) | ещё 21 семейство (согласно Системе APG II) |                       |  |  |  | ещё от 300 до 500 видов |
|  |                                      |  |                                                             |                                                             |                          |  | ещё 21 семейство (согласно Системе APG II) | ещё 21 семейство (согласно Системе APG II) |                       |  |  |  | ещё от 300 до 500 видов |
|  |                                      |  |                                                             | порядок Ясноткоцветные                                      |                          |  |                                            |                                            | род Вероника          |  |  |  |                         |
|  |                                      |  |                                                             | порядок Ясноткоцветные                                      |                          |  |                                            |                                            | род Вероника          |  |  |  |                         |
|  | отдел Цветковые, или Покрытосеменные |  |                                                             |                                                             | семейство Подорожниковые |  |                                            |                                            | вид Вероника Порфирия |  |  |  |                         |
|  | отдел Цветковые, или Покрытосеменные |  |                                                             |                                                             | семейство Подорожниковые |  |                                            |                                            |                       |  |  |  |                         |
|  |                                      |  | ещё 44 порядка цветковых растений (согласно Системе APG II) | ещё 44 порядка цветковых растений (согласно Системе APG II) |                          |  |                                            | ещё 90 родов                               | ещё 90 родов          |  |  |  |                         |
|  |                                      |  |                                                             | ещё 44 порядка цветковых растений (согласно Системе APG II) |                          |  |                                            |                                            | ещё 90 родов          |  |  |  |                         |